# 고양이 회충
고양이 회충(Toxocara cati)은 고양이에 기생해서 사는 기생충이다. 고양이의 가장 흔한 선충 중 하나이며, 전 세계적으로 야생과 가축을 감염시킨다. 성충은 숙주의 내장에 위치한다. 성인 고양이의 경우, 이 감염은 보통 무증상이다. 하지만, 어린 고양이의 대규모 감염은 치명적일 수 있다.
고양이 회충은 갈색, 노랑, 베이지, 분홍색을 띠며, 몸길이는 최대 10cm 정도이다. 성체는 짧고 넓은 경추골을 가지고 있어 앞끝이 화살처럼 뚜렷하게 보인다. 알은 폭이 65 μm, 길이가 75 μm에 이르는 움푹 패인 타원형이다. 유충은 너무 작아서 젖을 통해 성체 암컷에서 새끼 고양이로 쉽게 전염된다.

## 같이 보기
- 톡소플라스마증